# Ксенија Илијевић
Ксенија Илијевић (Црепаја, 1923—Панчево, 2005) била је српска академска сликарка и професорка.

## Живот и рад
Ксенија Илијевић је рођена 1923. године у Црепаји у старој угледној црепајачкој породици, од оца Лазара Илијевића, учитеља, и мајке Зорке, рођене Димитријевић, талентоване сликарке-аматерке. Своје детињство проводи у Црепаји где завршава основну школу. Већ тада показује интересовање за уметност, а нарочито за сликарство, музику и књижевност. Ксенија своје прве часове добија од мајке. Својим ликовним радовима учествује на дечијим конкурсима, посећује ликовне изложбе у Београду, као и атељее познатих уметника где добија прилику да упозна значајне сликаре са наших простора. Била је у блиском сродству са Урошем Предићем, једним од наших највећих сликара родом из Орловата. Са породицом је посећивала његов атеље и ту је имала прилике да се упозна и дружи са нашим најпознатијим уметницима. Са петнаест година сели се са родитељима у Панчево и тамо завршава гимназију. 1943. године уписује Академију ликовних уметности у Београду. Привремено се враћа са породицом у свој родни крај, априла 1944. године, када Академија због бомбардовања Београда прекида рад.
Ксенија Илијевић је била школован сликар. После ослобођења, враћа се у Панчево, наставља студије и завршава их 1948. године у класи професора Косте Хакмана. У Панчеву почиње да се бави просветним радом. Ради као ликовни педагог у гимназији „Урош Предић“ и основној школи „Јован Јовановић-Змај“. Члан је Савеза удружења ликовних уметника Војводине. Целокупни опус Ксеније Илијевић броји преко 3.000 радова, од тога 1.400 слика у уљу, 350 акварела, 160 пастела и преко 1.400 цртежа. Овај опус се може се поделити на три периода. Први је период учења који траје од 1944. до 1954. Други период траје од 1954. до 1958. и обилује разноврсношћу тема и мотива, хладнијим бојама. Одликује се својеврсним уметничким сазревањем. Трећи период почиње 1958. године, период снажне индивидуалности, и тада сликарка достиже своју пуну зрелост.
У историји српског и војвођанског сликарства забележена је као акварелиста чије су уметничке слике мотивима биле везане за Тамиш.
Ксенија Илијевић се првобитно појавила у оквиру некадашње „Групе 5“ која се на панчевачкој ликовној сцени појавила након Другог светског рата. У Дому културе у Црепаји налази се „Галерија Ксенија Илијевић“.
Последње године свога живота проводи у старачком дому у Панчеву. Умире 15. августа 2005. године, осамљена и без директних потомака.

## Легат Ксеније Илијевић
Сликарка Ксенија Илијевић свом родном месту је завештала легат у нади да ће један део њеног плодног рада утицати на будуће ђаке и пружити им основна знања из сликарства. Наиме, њено дело је пре свега педагошког карактера и представља илустративне примере сликарских техника које би свако ко жели да се бави сликарством требало да савлада. Њени некадашњи ђаци и заинтересовани за њен лик и дело и дан данас навраћају у библиотеку како би погледали слике. О свом легату и разлозима за његово завештање, сликарка је рекла:
Пратећи послератни развој Црепаје, која је постала модерно и лепо уређено место, дуго сам у себи носила жељу да као уметник и ја допринесем културном развоју тиме што бих свом родном селу поклонила галерију слика, а у оквиру њихових изложбених и смештајних могућности. Ова моја жеља остварила се  тек сада, када пред собом имам све резултате тридесетогодишњег рада.“

## Рецепција Ксеније Илијевић након њене смрти
Иако се о сликарки Ксенији Илијевић не зна пуно тога, иако је на неки начин пала у заборав, ипак постоје културни посленици који данас чувају сећање на лик и дело ове српске сликарке. Тако је 2009. године панчевачка песникиња Љиљана Стојадиновић Српкиња објавила књигу под насловом „Непозната Ксенија“. Поред својих песама, ауторка је приложила делове интервјуа и изјаве сликарке из разних периода њеног стваралаштва.